# Амгу (река)
Амгу — река в Тернейском районе, на востоке Приморского края. Образуется слиянием рек Правая Амгу и Левая Амгу. Река Правая Амгу более протяжённая и полноводная, и может рассматриваться как продолжение Амгу в верхнюю часть бассейна. Длина собственно реки Амгу 27,5 км, а с Правой Амгу — 43,8 км.

## Природа
Территория водосбора реки Амгу расположена на восточном макросклоне горной системы Сихотэ-Алинь. Речная сеть здесь очень густая, реки полноводны, а рельеф интенсивно расчленён. Превышения вершин сопок над долинами местами превышают 1000 м, а наиболее высокие вершины вздымаются на высоту более 1500 м. Как следствие, уклоны рек велики и сильно проявлена эрозионная деятельность водотоков. В бассейне реки Амгу многие ключи и речки текут по глубоко врезанным руслам, по ущельям и каньонам, в которых нередки пороги и водопады. На крутых склонах окрестных сопок часто встречаются скалистые гребни, останцы и курумы, а русла речек и ручьёв местами завалены огромными глыбами и валунами. От слияния Правой и Левой Амгу, река Амгу течёт по межгорной долине, ширина которой не превышает 0,5 — 0,6 км. Ниже впадения Леоновки долина резко расширяется, и на протяжении 11 км до впадения в Японское море, Амгу имеет больше равнинный характер, нежели горный. У села Амгу ширина долины максимальна — ок. 1,8 км.

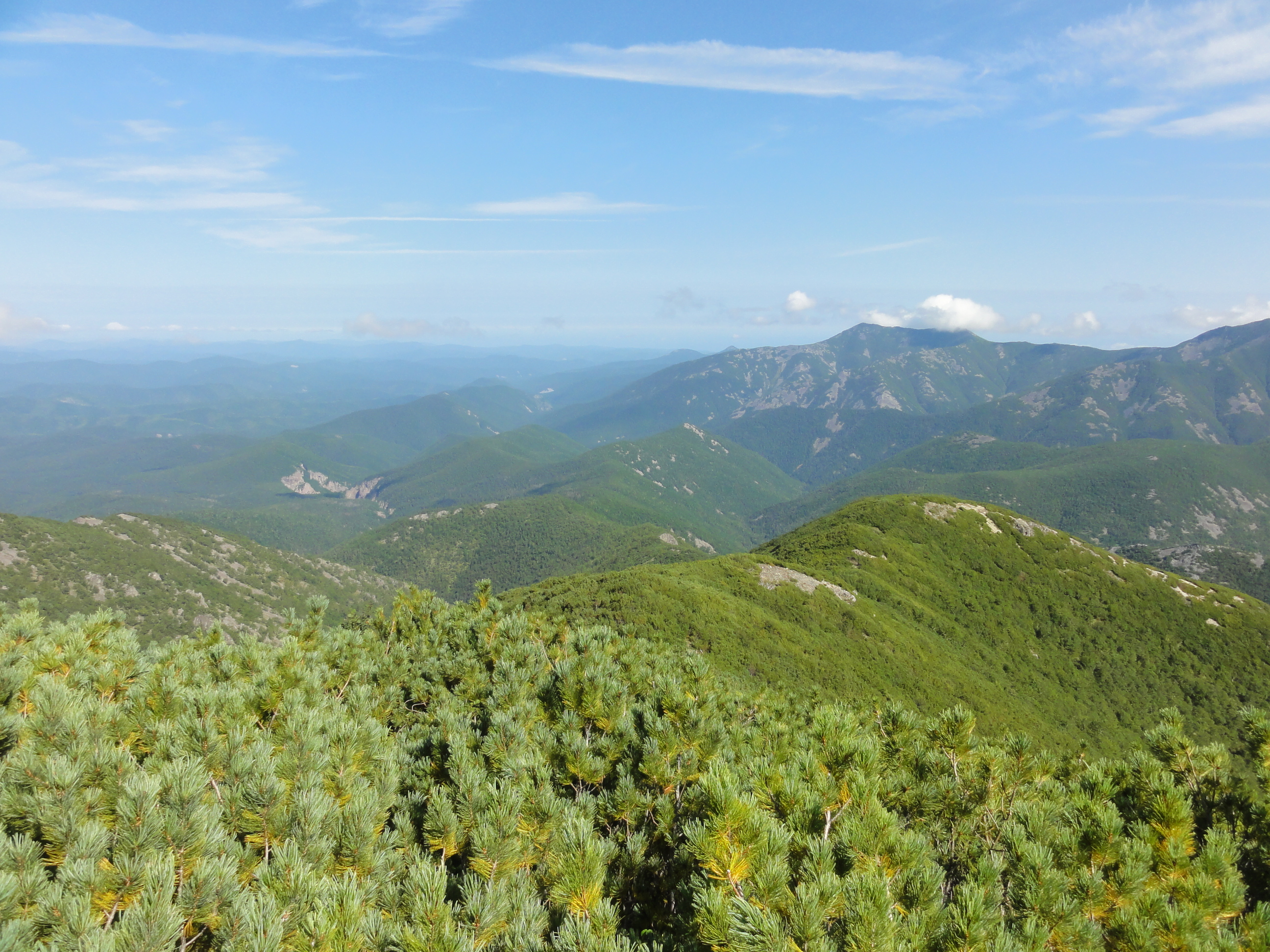
Вид с г. Туман на бассейн реки Амгу

Вода в Амгу и её притоках всегда очень прозрачна и холодна. В глубоких речных долинах и каньонах, поросших густым хвойным и смешанным лесом, сложился особый, холодный и сырой микроклимат. Зимой здесь образуются мощные наледи, которые из-за затенённости русел и долин очень медленно таят, сохраняясь местами до середины июня.
Благодаря особому микроклимату, уникальна и растительность горных долин. Хвойный лес здесь стоит замшелый, распространены Эпифиты, очень хорошо себя чувствуют здесь мхи и лишайники. Здесь насчитывается 12 видов лишайников, занесённых в Красную Книгу. Благодаря значительному разбросу высот, хорошо проявлена высотная поясность — от приморских дубняков, до берёзового криволесья, зарослей кедрового стланика, безжизненных гольцов и курумов. В бассейне реки Амгу находится самый северный на Восточном Сихотэ-Алине (в прибрежной зоне) орехово-промысловый район, где значительную площадь занимают смешанные леса с преобладанием кедра в древостое. Благодаря хорошей кормовой базе, предоставляемой дубняками и кедрачами, разнообразен и животный мир территории. Здесь можно повстречать практически всех крупных млекопитающих, которые обитают в Приморье. Своеобразна ихтиофауна рек, характеризующаяся 14 видами проходных (заходящих из моря в реки) рыб и 5 пресноводными видами.
Кроме того, бассейн реки Амгу, помимо водопадов, известен несколькими выходами термальных радоновых источников.

## Туризм и хозяйственная деятельность

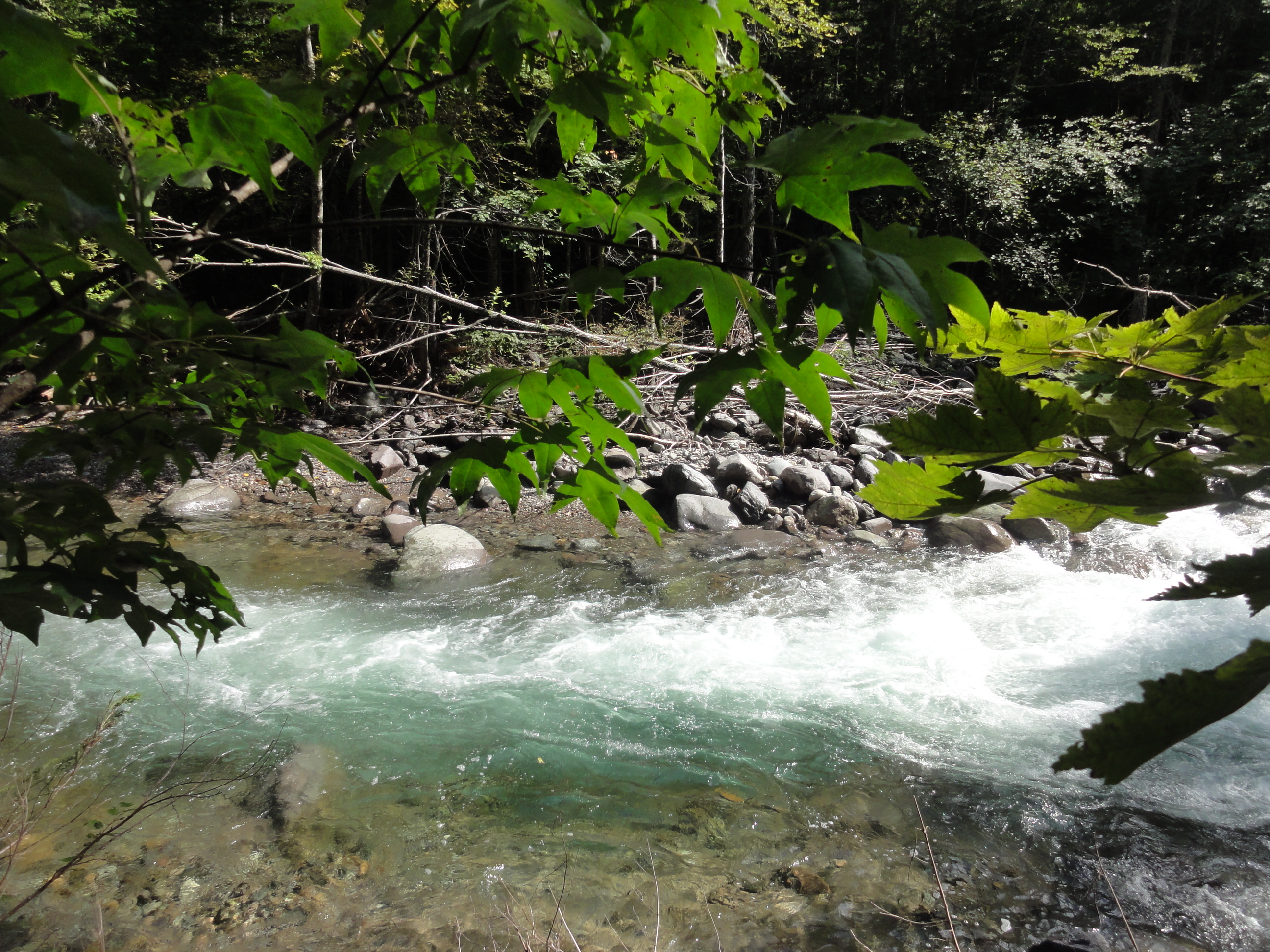
Прозрачные и ледяные воды амгинских речек

Долина реки Амгу (Амагу) издавна была заселена людьми. Этому способствовало обилие зверя и рыбы в её бассейне. Современный этап освоения пришёлся на XX век, и связан с лесозаготовками. Были проложены лесовозные дороги по долине Амгу и её притокам, затем, в 1970-х, через водораздел в среднее течение Максимовки, а потом и в верхнее течение, через Амгинский перевал. Древесина вывозилась морем. Сквозной проезд через бассейн Амгу был возможен вдоль бывшей телеграфной линии от с. Великая Кема вдоль морского побережья, и только для проходимых автомобилей из-за глубокого брода через Кему. После соединения лесовозных дорог бассейнов Кемы, Максимовки и Амгу в районе Профсоюзного (Лугового, Максимовского) перевала в 2001 году, проезд в бассейн р. Амгу и с. Амгу стал возможен для любых видов автотранспорта. Следует отметить, что дорога в нескольких местах проходит вдоль прижимов у левого борта долины Амгу, и во время наводнений размывается, транспортное сообщение прерывается.
Водопады в бассейне реки Амгу были известны издавна, и посещались ещё Арсеньевым В. К. в начале XX века. Группы туристов из спортивных секций прилетали в с. Амгу на самолёте Ан-2, либо на теплоходе Приморской линии. Затем, по лесовозным дорогам и тропам добирались до водопадов. Водолечебница Тёплый Ключ в среднем течении Амгу была построена ещё в эпоху СССР, в 1946 году. В начале XXI века, в связи со строительством сквозной автодороги из центральных районов Приморья, поток автотуристов резко возрос и водопады (в-основном водопад Большой Амгинский) стали широко известны. Горный туризм менее распространён. Но в последние годы туристические походы в Кема-Амгинском горном узле с восхождениями на г. Курортная, Туман, Щербатая стали более часты. Данные горные вершины лавиноопасны по меркам Приморского края. В верховьях небольших притоков Амгу имеются следы схода снежных лавин.

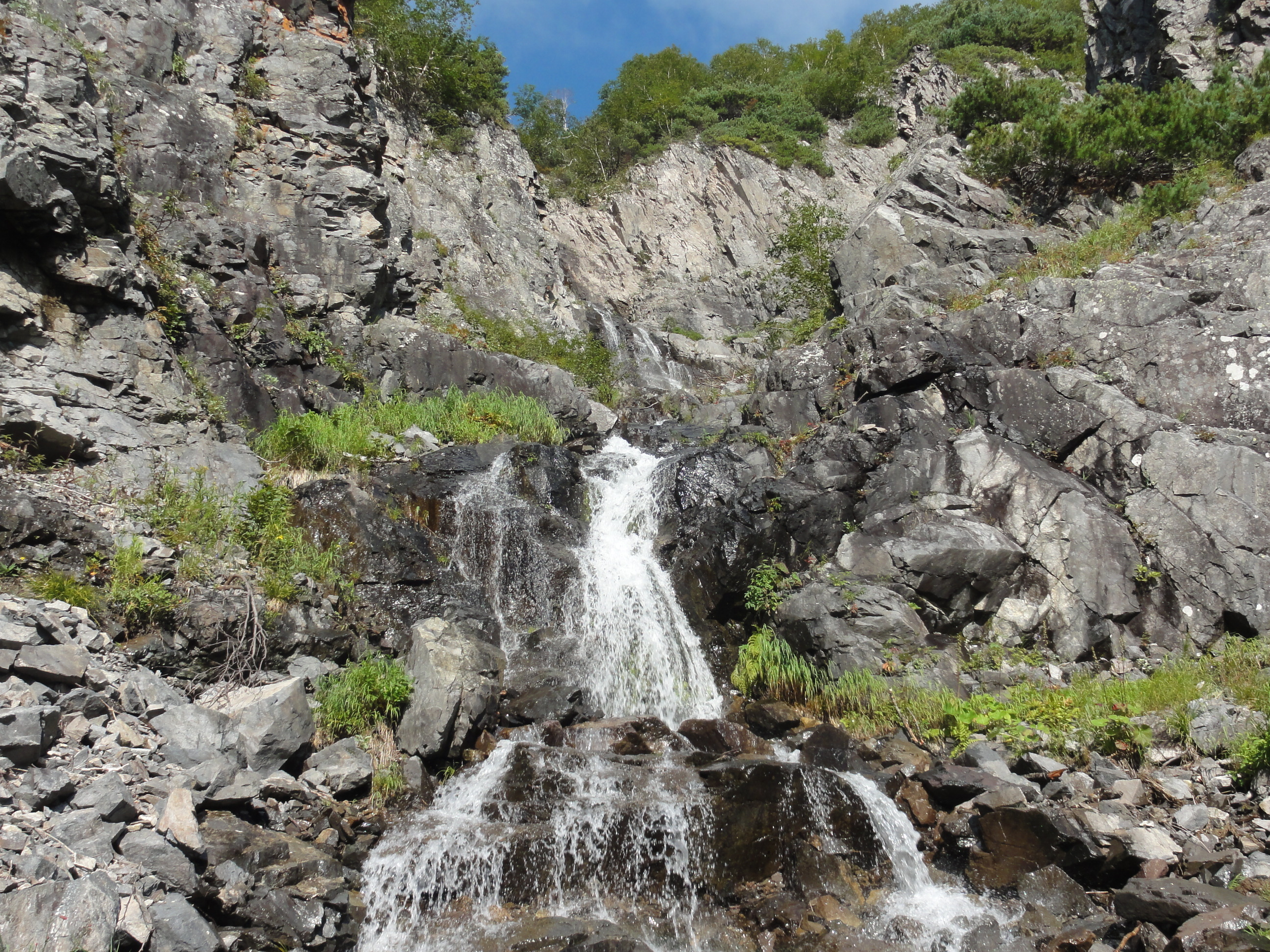
Каскад небольших водопадов в верхнем поясе гор

Сихотэ-Алинь — область давно угасшего вулканизма. Но тем интереснее здесь встретить сохранившиеся следы вулканической деятельности — выходы термальных вод. В Приморском крае это наиболее крупный район их распространения. И хотя температура многих радоновых источников не доходит и до +30, их посещение популярно у туристов. Рыбалка и пляжный туризм на песчаном пляже в устье р. Амгу менее распространённое явление, но тоже встречается. Теоретически, и сама река Амгу пригодна для сплава. В большую воду на 15 км, от водолечебницы Тёплый Ключ, в малую — лишь на 6-8 км в нижнем течении. Но в среде туристов-водников она не известна, в-отличие от соседних крупных рек Максимовка, и, особенно, Кема.

## Притоки (км от истока)
- 0 км: исток (слияние рек Правая Амгу и Левая Амгу)
- 1,4 км: кл. Моськин (пр)
- 4,9 км: кл. Перекатистый (пр)
- 6,6 км: кл. Комсомольский (пр)
- 7,6 км: р. Большая Ивановка (лв)
- 11,3: кл. Филимонов (лв)
- 13,2 км: кл. Кириллов (пр)
- 16,8 км: р. Леоновка (лв)
- 17,8 км: кл. Степанова (лв)
- 21,5 км: кл. Долганов (лв) (впадает в протоку Амгу)
- 24,2 км: р. Гранатная (пр)
- 25,8 км: р. Щербатовка (пр)
- 26,1 км: кл. Дедушкин (лв) (впадает в протоку Амгу)
- 27,5 км: устье (Японское море)